# Carl Kircheiss (Schiff)
Die Personenfähre Carl Kircheiss wurde 1969 bei Scheel & Jöhnk in Hamburg-Harburg unter der Baunummer 454 für die HADAG-Reederei hergestellt. Die Hadag bezeichnet diesen Schiffstypen als Jan-Molsen-Typ.

## Geschichte
Das Schiff wurde 1969 von der HADAG in Dienst gestellt. 1977 wurde es nach Hörnum verchartert und vorübergehend in Happy Girl umbenannt. 1980 verkaufte die HADAG das Schiff an W. Freter in Heiligenhafen. Neuer Name wurde Käppen Burmeister. Zwei Jahre später wurde das Schiff an E. Marquardt in Eckernförde verkauft.
1988 ging das Schiff an die portugiesische Reederei Transtejo & Soflusa in Lissabon, die das Schiff in Almada umbenannte. Zu einem nicht bekannten Zeitpunkt wurde das Schiff nach Guinea-Bissau verkauft. Dort verliert sich seine Spur.

## Schwesterschiffe
- Jan Molsen
- Rudolf Kinau
- Hans Albers